# Вазари, Джорджо
Джо́рджо Ваза́ри (итал. Giorgio Vasari; прозванный Аретино, 30 июля 1511 года, Ареццо — 27 июня 1574 года, Флоренция) — итальянский живописец, архитектор и писатель. Автор знаменитых «Жизнеописаний наиболее знаменитых живописцев, ваятелей и зодчих», один из основоположников современного искусствоведения: источниковедения, историографии и библиографии художников.

## Биография
Отец Вазари, Антонио, работал гончаром. Всю жизнь автор «Жизнеописаний» представлялся как «Джорджо Вазари из Ареццо». Первым учителем Вазари, когда ему ещё не было двенадцати лет, стал французский художник Гильом де Марсилья, расписывавший витражи церкви в Ареццо. В 1524 году он жил во Флоренции, учился у Андреа дель Сарто, Микеланджело и Баччо Бандинелли. Молодому Вазари покровительствовали Алессандро Медичи и Ипполито Медичи, которые вскоре были вынуждены покинуть Флоренцию. Вазари вернулся в Ареццо, где получил несколько заказов и даже писал фрески.
Известный в то время скульптор, живописец и архитектор Россо, находясь в Ареццо, дал несколько советов молодому Вазари. В благодарность Джорджо впоследствии подробно описал жизнь и труды своего наставника в своём сочинении. Вазари выполнил картину по рисункам Россо. Художник в эти годы нуждался в деньгах. Отец Джорджо умер, и он заботился о своих трёх сестрах и двух братьях. Некоторое время он обучался золотому и серебряному ремеслу, которое в то время считалось искусством.
Флоренция, где он уже несколько месяцев занимался этим делом, подверглась осаде в 1529 году, что заставило Вазари
переехать в Пизу, и там он снова предался живописи; в это время ему было 17 лет. Тогда начался ряд его путешествий по Италии и поисков работы; при этом он счастливо встретился с одним из первых своих покровителей, Ипполито Медичи, который взял его с собой в Рим, где художник стал неутомимо и настойчиво трудиться, и вскоре получил от своего покровителя заказ написать картину «Венера и Грации».
Когда Карл V в 1531 году восстановил власть Медичи во Флоренции, Вазари вернулся туда к герцогу Алессандро, большому почитателю живописи. Во дворце герцога Вазари написал несколько картин и портрет Алессандро, а также преподавал архитектуру и декор. Один из первых случаев выказать свой талант представился ему при торжественном въезде Карла V в Рим (1536), когда нужно было сочинить разные декоративные постройки. В это время Вазари написал для монастыря св. Клары в Ареццо картину «Благовещение». В Лувре находится картина Вазари с аналогичным сюжетом (La salutation angelique), возможно, это и есть «Благовещение» из Ареццо.
В 1537 году Алессандро Медичи был убит, и Вазари снова остался без покровителя. Несмотря на молодость, Вазари уже приобрёл большую известность и стал получать различные приглашения. После многих поездок он в 1540 году работал в Болонье над картиной «Трапеза св. Григория». По сюжету и по исполнению она считается одной из лучших. Эта картина и теперь находится в Болонье. Все лица этой картины — портреты современников Вазари, их имена указаны в его книге.
В 1561 году с целью подготовки молодых художников на основе опыта, накопленного художниками эпохи Возрождения, Дж. Вазари организовал Академию рисунка, во Флоренции, в 1577 году — такую же в Риме.

## Вазари-живописец
Живопись Вазари представляет собой яркий образец тосканского маньеризма. Первая дошедшая до нас картина Вазари — «Погребение Иисуса» (1532 год, дом-музей Вазари в Ареццо). Вазари работал чрезвычайно быстро, хотя и пользовался помощью многих молодых художников, имена которых сохранились. В собственном жизнеописании он описывал все свои работы в самых мелких подробностях. Несмотря на то, что Вазари был хорошим художником, в его фигурах встречаются неправильности. Его картины написаны в холодной цветовой гамме.
Одна из наиболее хорошо сохранившихся до наших дней живописная работа Вазари — «Триумф Вакха» написана в конце 1560-х — начале 1570-х годов. Подготовительные рисунки хранятся в парижском Лувре и Галерее Уффици во Флоренции. В России работы Вазари практически не представлены.
На картине Вазари пишет вакханалию — праздник в честь бога виноделия Вакха. Художник изобразил бога по центру и поделил таким образом композицию на две части. Слева он расположил молодых вакханок — постоянных спутниц и почитательниц бога. Справа — фигуры воспитателя Вакха, Силена, и старой вакханки. Правой рукой Вакх обнимает маленького Сатира.
Сложные многофигурные композиции — характерная черта творчества Вазари. Этот прием он использовал и на картине «Триумф Вакха», лишь с одним уточнением — традиционно вакханалии изображали на фоне природы. Здесь художник отказался от подобной трактовки сюжета и построил полотно так, чтобы тела героев заполнили всё пространство.
Вазари использовал качественные материалы, поэтому авторская живопись прекрасно сохранилась. За 450 лет с момента создания эту картину практически не реставрировали. Рама выполнена из дерева с золотой резьбой. Исследователи считают, что обрамление создали по проекту художника примерно в то же время, что и изображение.
Вазари работал при дворе семейства Медичи. Они были главными покровителями итальянских художников в это время. Возможно, что Вазари создал «Триумф Вакха» по их заказу.
Долгое время изображение хранилось в семье флорентийских банкиров Джерини. В XIX веке их коллекцию продали на аукционе. «Триумф Вакха» попал в Россию в 1850 году. Императорский Эрмитаж в Санкт-Петербурге приобрел её у художника Августа Рибле. В 1885 году картину передали в Радищевский музей в Саратове.

## Вазари-архитектор
Успех Вазари в архитектуре был переменчив. Вазари был талантлив в декоре, но мирился с неудачами в монументальной архитектуре. Он неудачно перестроил несколько зданий, не сумев сохранить единство архитектурного образа. Построенные Вазари новые здания отличаются своеобразной красотой и оригинальностью. Вилла папы Юлия III в Риме и здание Уффици во Флоренции, начатое Вазари, свидетельствуют в пользу его архитектурного таланта. Ему же принадлежит комплекс зданий, составляющих Дворец рыцарей св. Стефана в Пизе, и многое другое.

## «Жизнеописания»
Самой большой заслугой Вазари считается его монументальный труд «Жизнеописания наиболее знаменитых живописцев, ваятелей и зодчих» (итал. «Le Vite de’piu eccelenti Pittori, Scultori e Architetti»), который был окончен в 1550 году. Вторым дополненным изданием с приложением портретов знаменитых художников книга вышла в 1568 году. Без ценных сведений, содержащихся в «Жизнеописании…», в истории итальянского искусства был бы большой пробел.
К своему монументальному сочинению о современных ему деятелях искусства, которое Вазари посоветовали написать, он отнёсся очень добросовестно. Когда часть рукописи была готова, он передал её Аннибале Каро, который помог ему своими замечаниями и посоветовал довести работу до конца. Позднее монах Маттео Фаэтани, обладавший литературным образованием, по поручению Вазари сделал существенные поправки в ней. Поэтому книга была окончена только в 1550 году. Но и тогда Вазари не был доволен ею и продолжал собирать дополнительные сведения из жизни и творчества художников-современников. Только через 18 лет после первого издания его сочинение приняло окончательный вид, в котором и дошло до нашего времени. Это второе издание украшено портретами художников.

## В художественной литературе
Вазари стал главным героем повести Марка Алданова «Бельведерский торс».